# Adam Ben Lamin
Adam Ben Lamin (arabe : آدم بن لامين), né le 2 juin 2001 à Stockholm, est un footballeur international tunisien qui évolue au poste de défenseur central à KÍ Klaksvík.

## Biographie
Né à Solna, Adam Ben Lamin grandit à Akalla, dans le quartier de Rinkeby-Kista à Stockholm.

### Carrière en club
Ayant commencé à jouer au foot au Vasalunds IF, à Solna, dès ses quatre ans, Ben Lamin rejoint ensuite à dix ans la section football de l'AIK, club dont le Vasalunds est partenaire.
Passé par les moins de 17 et de 19 ans du club d'Allsvenskan, il commence sa carrière senior en prêt au Vasalunds en quatrième division suédoise (en), dès février 2018. Il y joue en tout 18 matchs lors de cette saison 2018 (en).
Après s'être illustré avec l'équipe première en pré-saison, Il signe en janvier 2019, son premier contrat professionnel avec le l'AIK.
À l'été 2019, il est à nouveau prêté, cette fois à l'Utsiktens BK de Göteborg, en troisième division,,. Il prend part à sept matchs en défense centrale alors que l'Utsiktens échoue à seulement une place des barrages de promotion.
À son retour de prêt, il est plusieurs fois inclus dans le groupe professionnel pour les rencontres de championnat de Suède, sans néanmoins trouver de temps de jeu avec le club de Solna,.
En janvier 2021, Ben Lamin est transféré au Jönköpings Södra, où il suit l'entraineur Patric Jildefalk, signant un contrat de trois ans avec le club de deuxième division,.
Lors du mercato hivernal de 2024, il signe un contrat de trois ans et demi avec le Club sportif sfaxien. Cependant, ne parvenant pas à s'imposer durablement dans l'effectif, il décide de quitter le club dès le mercato estival de la même année. En janvier 2025, il rebondit en rejoignant le KÍ Klaksvík, une équipe basée dans les Îles Féroé, où il s'engage pour une saison.

### Carrière en sélection

#### Équipe de jeunes
International suédois dès les moins de 16 ans, puis avec les moins de 17 ans,, Adam Ben Lamin connaît ensuite ses premières convocations avec la Tunisie en août 2019, étant appelé en équipe des moins de 23 ans pour la double rencontre décisive face au Cameroun, dans le cadre des éliminatoires de la CAN de la catégorie,.
À l'hiver suivant, il rejoint les moins de 20 ans tunisiens pour une série de matchs amicaux,,,. Avec la sélection, il prend ensuite part aux éliminatoires de la CAN des moins de 20 ans,,, où les Tunisiens se qualifient pour les phases finales. Lors de la compétition continentale, il s'impose comme titulaire au poste de défenseur central, éliminant les voisins marocains en quart, avant d'échouer face à l'Ouganda en demi-finale.

#### Équipe senior
Intégrant l'équipe senior tunisienne dès octobre 2019,, Ben Lamin fait ses débuts avec l'équipe le 14 juin 2022, remplaçant Mohamed Dräger, lors d'une victoire (3-0) en finale de coupe Kirin contre le Japon de Yūto Nagatomo, Takumi Minamino et Takefusa Kubo,,.

## Style de jeu
Défenseur polyvalent, évoluant occasionnellement comme latéral droit ou milieu défensif, Ben Lamin s'illustre principalement au centre de la charnière,,.
Bon autant en défense qu'en période de possession, il est décrit comme un joueur agressif, efficace dans les phases de pression, s'illustrant aussi par ses choix offensifs et l'audace dont il fait preuve dans ses relances.

## Palmarès
| Tunisie - Coupe Kirin (1) : - Vainqueur en 2022 |